# Eparchia św. Marona w Sydney
Eparchia św. Marona w Sydney – eparchia Kościoła maronickiego z siedzibą w Sydney, obejmująca swoim zasięgiem całą Australię. Została erygowana 25 czerwca 1973 roku. Eparchia jest luźno stowarzyszona z rzymskokatolicką archidiecezją Sydney, jednak oficjalnie podlega bezpośrednio Stolicy Apostolskiej. W praktyce bezpośrednim przełożonym eparchy jest patriarcha Kościoła maronickiego.